# Edwin Graves
Edwin Darius "Ed" Graves Jr. (ur. 10 lipca 1897 w Chesapeake City, zm. 29 kwietnia 1986 w Scituate) – amerykański oficer i wioślarz, mistrz olimpijski.
Wystąpił na igrzyskach olimpijskich w Antwerpii w 1920, gdzie reprezentanci USA w składzie: Virgil Jacomini, Edwin Graves, William Jordan, Edward Moore, Alden Sanborn, Donald Johnston, Vincent Gallagher, Clyde King i Sherman Clark (sternik) zdobyli złoty medal w ósemce. W finale o 0,8 sekundy pokonali Brytyjczyków. Był to jego jedyny start olimpijski.
Ukończył United States Naval Academy i został zawodowym wojskowym. Służył w United States Naval Air Force. Służbę zakończył w 1950 w stopniu kapitana.